# U-Bahn-Station Rathaus
Die im Tunnel liegende U-Bahn-Station Rathaus der Wiener U-Bahn-Linie U2 befindet sich an der Grenze zwischen dem 1. und dem 8. Wiener Gemeindebezirk. Sie liegt direkt unter der Landesgerichtsstraße zwischen der Josefstädter Straße und dem Friedrich-Schmidt-Platz und verfügt über zwei Seitenbahnsteige und Ausgänge auf beiden Seiten der Landesgerichtsstraße. Am Ausgang Josefstädter Straße besteht die Möglichkeit, auf die Straßenbahnlinie 2 in Richtung Dornbach bzw. Friedrich-Engels-Platz umzusteigen. Ein barrierefreier Zugang mittels Aufzug ist zurzeit nur über den Ausgang Florianigasse (nur Richtung Karlsplatz) möglich. Der Richtungsbahnsteig Seestadt ist wegen Ausbauarbeiten nicht barrierefrei.
Namensgeber ist das Wiener Rathaus in unmittelbarer Nähe. Weitere herausragende Punkte in der Umgebung der Station sind das Parlament, der Gebäudekomplex des Wiener Landesgerichts, das ehemalige Militärgeographische Institut sowie die Kabarettspielstätte Niedermair.

## Geschichte
Die Station wurde am 8. Oktober 1966 unter dem Namen Friedrich Schmidt-Platz als Unterpflaster-Straßenbahn eröffnet. Am 30. August 1980 erfolgte die Wiedereröffnung als U2-Station unter dem aktuellen Namen Rathaus. In den Jahren 2000 bis 2002 erfolgte der Umbau der Bahnsteige für den Betrieb mit Langzügen in Hinblick auf die Verlängerung der Linie U2 in Richtung Stadion.

## Ausbauprojekt „Linienkreuz U2/U5“
In den Jahren 2021 bis 2030 werden im Zuge des Ausbauprojekts Linienkreuz U2/U5 ca. 30 Meter unter dem Straßenniveau und damit unter der derzeitigen Station neue Bahnsteige für die Linie U2 errichtet, die dann zum Matzleinsdorfer Platz führen soll. Die derzeitigen U2-Bahnsteige werden dann von der Linie U5 bedient werden, die dann vom Karlsplatz zum Frankhplatz verkehren soll. Die neuen Bahnsteige sind mit den bestehenden Bahnsteigen verbunden, ferner wird es neue Zugänge von der Straße zur U2 geben. Im Zuge des Umbaus war eine Sperrung nicht nur der Station selbst, sondern des gesamten Streckenabschnitts Schottentor–Karlsplatz erforderlich.  Ursprünglich war diese Sperrung für zwei Jahre vorgesehen. Technische und bauliche Probleme führten jedoch zu Verzögerungen, wodurch diese Sperrung bis Dezember 2024 verlängert werden musste.
Nach Abschluss der Ausbauarbeiten sollen auch die Autobusse der Linie 48A bei der Station Rathaus halten.
Die Nachbarstationen im Verlauf der U2 werden die U-Bahn-Station Schottentor und die U-Bahn-Station Neubaugasse und die Nachbarstationen im Verlauf der U5 werden die U-Bahn-Station Frankhplatz und die U-Bahn-Station Volkstheater sein.

## Bildergalerie

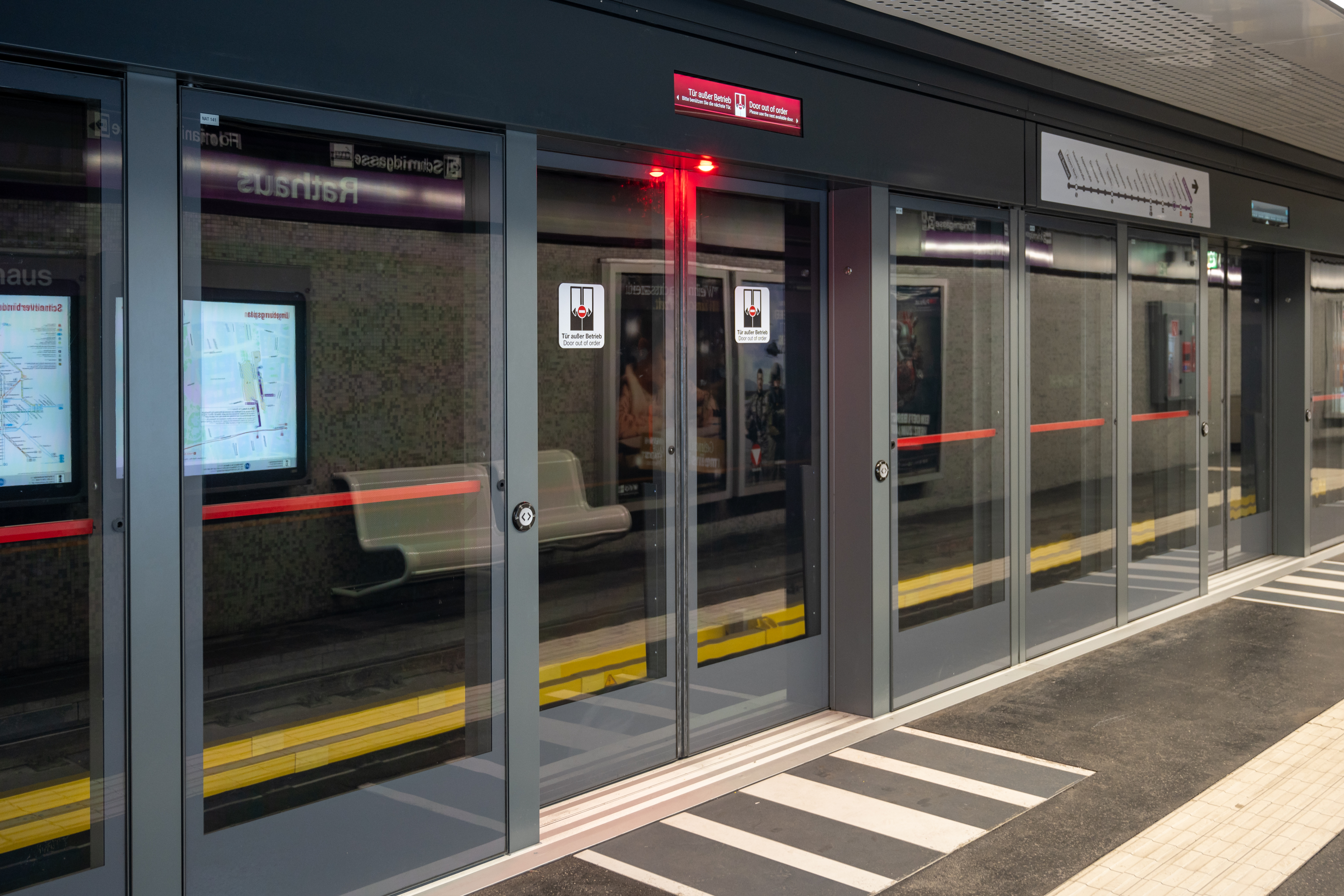
Bahnsteigtüren (2024)
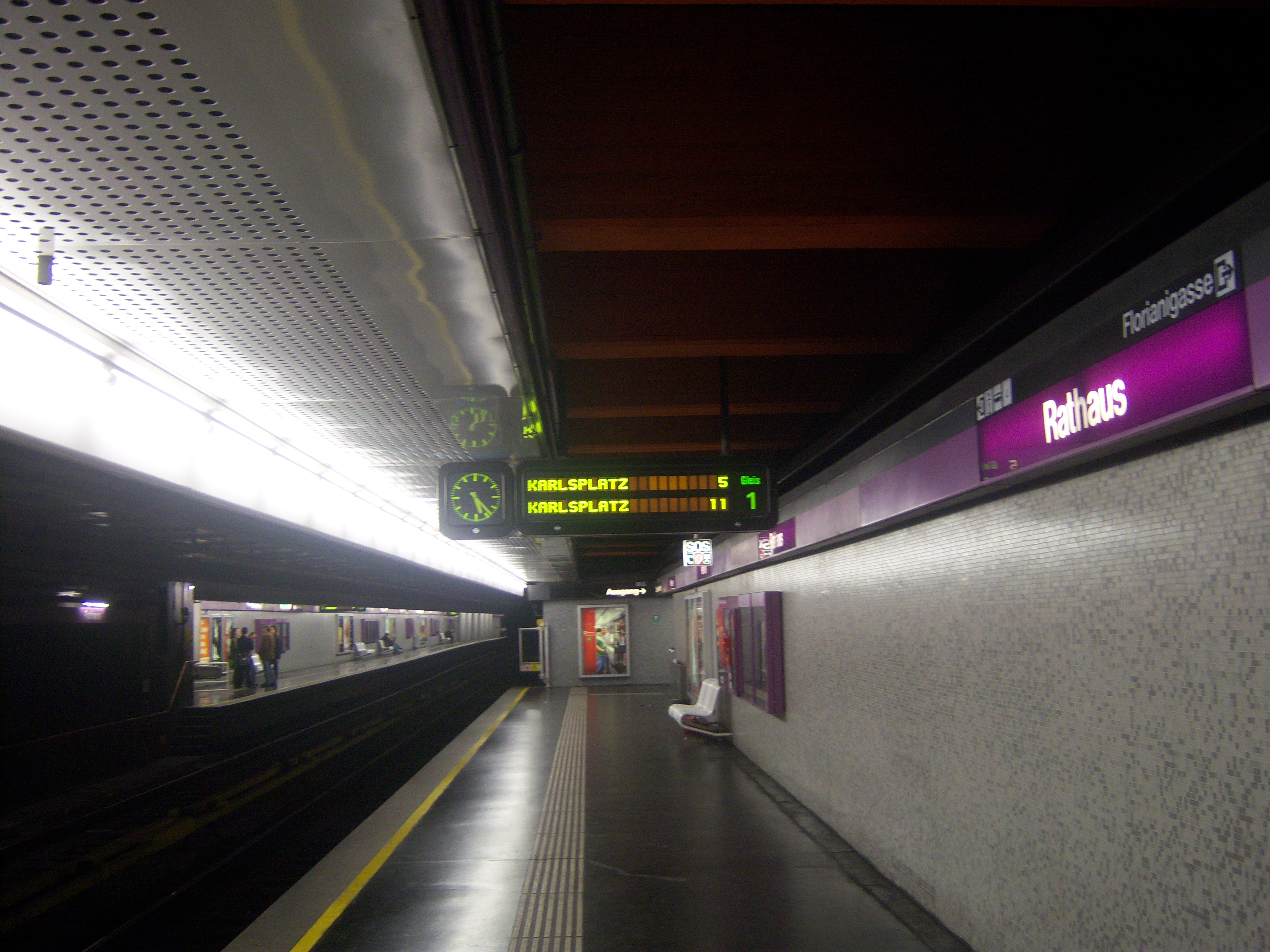
Bahnsteige in der Station Rathaus (2008)
Ehemalige U-Strab-Station „Friedrich Schmidt-Platz“ (1973)